# Monumento nazionale al Kaiser Guglielmo

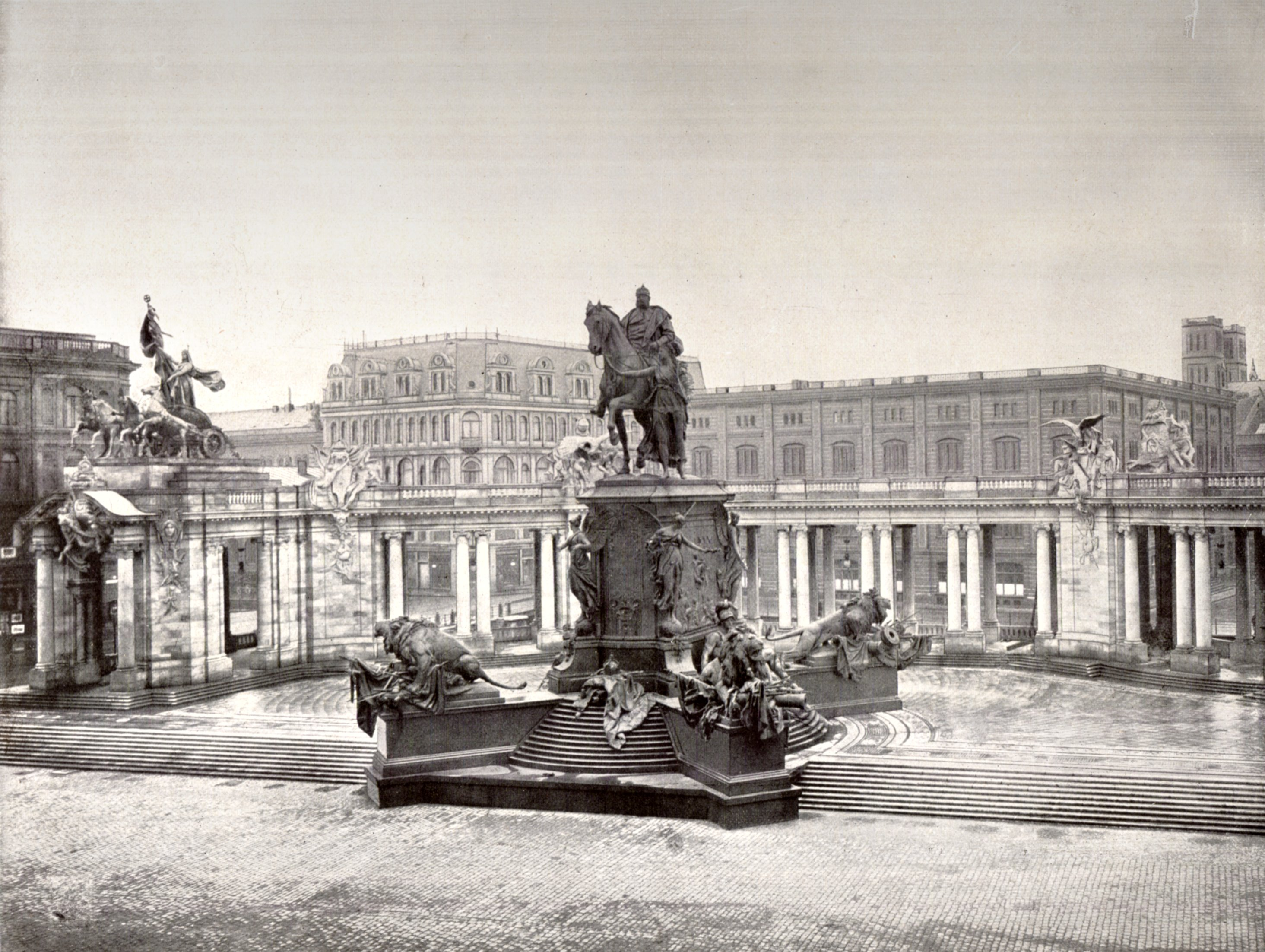
Il Monumento nazionale al Kaiser Guglielmo, in una foto d'epoca (1900)

Il Monumento nazionale del Kaiser Guglielmo (in tedesco Kaiser-Wilhelm-Nationaldenkmal) era una struttura commemorativa di Berlino dedicata a Guglielmo I, primo imperatore della Germania imperiale. Si trovava di fronte al Palazzo di Berlino dal 1897 al 1950, quando entrambe le strutture furono demolite dal governo della Repubblica Democratica Tedesca.
Il monumento era caratterizzato da un'imponente statua equestre dell'imperatore Guglielmo I. Il monumento fu costruito di fronte al portale Eosander, sul lato ovest del Palazzo di Berlino. Il progetto del monumento fu commissionato dal nipote di Guglielmo I, il Kaiser Guglielmo II, in stile revival barocco e realizzato dallo scultore Reinhold Begas, che aveva progettato anche la Siegesallee e il monumento a Bismarck nel Tiergarten.
Il previsto Monumento alla Libertà e all'Unità sarà collocato sulla base originariamente costruita per il monumento.

## Storia

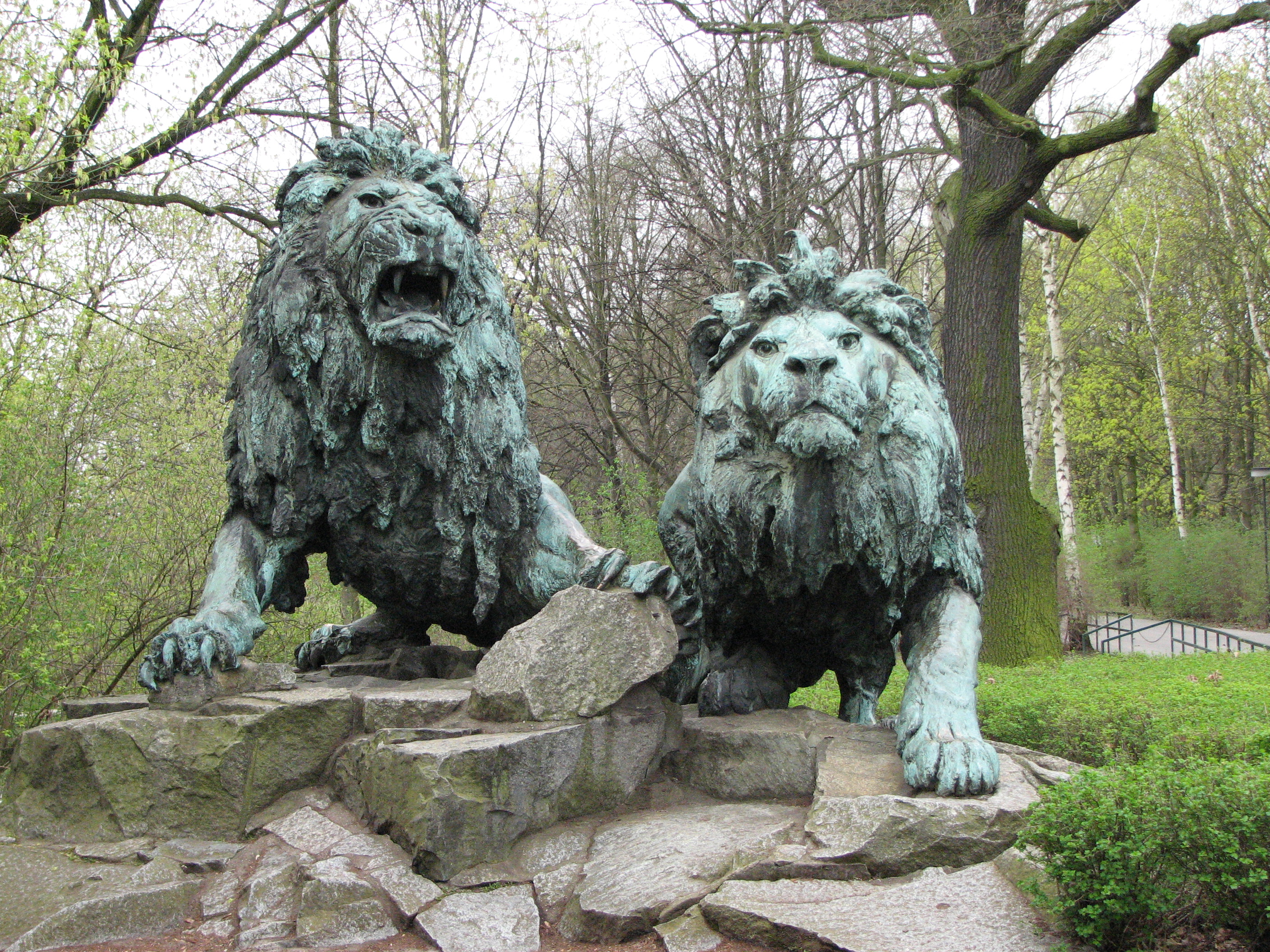
I due leoni del monumento, oggi al Tierpark

Dopo la morte del Kaiser Guglielmo nell'anno 1888, fu indetto un concorso per la progettazione di un monumento all'imperatore nella Schloßplatz. I progetti presentati furono tutti inferiori alle aspettative. Fu quindi indetto un secondo concorso nel 1891. A questo concorso furono ammessi solo otto artisti. Si decise di non costruire il monumento nella Schloßplatz, ma a ovest del palazzo di Berlino, sulla Sprea.
Grazie all'intervento del Kaiser Guglielmo II, anche Reinhold Begas fu autorizzato a presentare un progetto oltre agli otto artisti. Alcuni artisti non furono soddisfatti di questa svolta e si ritirarono. Alla fine, come previsto, Reinhold Begas vinse il concorso e il suo progetto fu realizzato. La statua equestre veniva così racchiusa, sui tre lati rivolti verso il palazzo, da una galleria in arenaria formata da colonne ioniche accoppiate, chiusa alle estremità da due padiglioni angolari. Questo colonnato architettonico fu progettato da Gustav Halmhuber di Stoccarda.
Nel 1894, le case tra lo Stadtschloß e la Sprea furono demolite per far posto al monumento. Il 18 agosto 1895, venticinque anni dopo la battaglia di Gravelotte, fu posata la prima pietra. Il 22 marzo 1897 il monumento fu inaugurato festosamente alla presenza di numerose personalità. Il costo fu di circa 4 milioni di marchi.
Il monumento fu molto criticato per le sue dimensioni e il suo aspetto neobarocco. I contemporanei lo definirono beffardamente lo zoo dei monumenti imperiali, a causa dei numerosi leoni, aquile, cavalli e altri animali presenti sul monumento.
Il monumento fu leggermente danneggiato durante i combattimenti della Rivoluzione di novembre. I danni furono successivamente riparati. Il monumento ha resistito alla Seconda Guerra Mondiale senza subire gravi danni. Tuttavia, l'amministrazione comunista di Berlino Est decise di demolire completamente il monumento, in quanto simbolo della monarchia. Nell'inverno 1949/1950, il monumento fu demolito fino al suo basamento. Lo stesso destino toccò al vicino Stadtschloß. Oggi sono ancora visibili solo il piedistallo nella Sprea e una coppia di leoni nel Tierpark Berlin.